# Anwar (film)
Pour les articles homonymes, voir Anwar.
Anwar est un film indien de Bollywood réalisé par Manish Jha, sorti le 12 janvier 2007.
Le film met en vedette Manisha Koirala et  Siddharth Koirala. 
Le long métrage fut un succès critique.

## Distribution
- Manisha Koirala : Anita
- Siddharth Koirala : Anwar
- Rajpal Yadav : Gopinath
- Vijay Raaz : Master Pasha
- Yashpal Sharma : S.P. Tiwari
- Hiten Tejwani : Udit
- Nauheed Cyrusi : Mehru
- Sudhir Pandey : Minister
- Pankaj Jha
- Lalit Tiwari
- Kashish Duggal
- Sanjay Mishra
- Prithvi Zutshi